# Louis Beydts
Louis Beydts (* 29. Juni 1895 in Bordeaux; † 15. September 1953 in Caudéran (heute zu Bordeaux)) war ein französischer Komponist.
Beydts erhielt seine musikalische Ausbildung in seiner Heimatstadt Bordeaux. Er schrieb die Operette „Moineau“ (Paris 1931), die musikalische Komödie „Les Canards“ Mandarins (Monte Carlo 1931), die komische Oper „La S. A. D. M. P.“ (Paris 1931), die chinesische Legende „Le Voyage de Tchong-Li“ (Paris 1932), die Bühnenmusik zu Alfred de Mussets „Il  ne faut jurer de rien“ (Paris 1937), verschiedene Filmmusiken, die Suite für 14 Instrumente „A travers Paris“, Werke für Singstimme und Orchester, Stücke für Klavier, Violine und Saxophon sowie verschiedene Chöre und Lieder.
1950 wurde Beydts Direktor der Opéra-Comique in Paris.

## Filmografie
- 1935: Die klugen Frauen (La kermesse héroïque)
- 1937: Andere Welt (La dame de Malacca)
- 1939: Das Gesetz des Nordens (La loi du nord)
- 1942: Der Oberst des Kaisers (Pontcarral, colonel de l’empire)
- 1942: La vie de Bohème
- 1943: Gräfin Chabert (Le Colonel Chabert)
- 1948: Der hinkende Teufel (Le diable boiteux)
- 1948: Der Schauspieler (Le comédien)
- 1949: Das Geheimnis von Mayerling (Le secret de Mayerling)
- 1950: Täter unbekannt (Plus de vacances pour le Bon Dieu)
- 1950: Der Weg zum Ruhm (Prélude à la gloire)
- 1951: Einmal nur leuchtet die Liebe (Les miracles n’ont lieu qu’une fois)
- 1953: Ruf des Schicksals (L’appel du destin)